# Veres csenkesz
A veres csenkesz vagy vörös csenkesz (Festuca rubra) az egyszikűek (Liliopsida) osztályának perjevirágúak (Poales) rendjébe, ezen belül a perjefélék (Poaceae) családjába tartozó faj.

## Előfordulása
A veres csenkesz előfordulási területe az egész Európa, Ázsia mérsékelt övének és szubtrópusának legnagyobb része - kivételt képez az Arab-félsziget, India és Délkelet-Ázsia -, és Észak-Amerika egészen Mexikó középső részéig. Az utóbbi kontinensen csak Texastól keletre és északkeletre hiányzik egy kis részen. Afrikában, csak Algéria területén őshonos. Ausztrália déli felének legnagyobb részére és Dél-Amerika egyes vidékére betelepítették.

## Alfajai
- Festuca rubra subsp. acuta (Krecz. & Bobrov) Hultén
- törpe veres csenkesz (Festuca rubra subsp. commutata) Gaudin
- tarackos veres csenkesz (Festuca rubra subsp. rubra)
- keskeny levelű veres csenkesz (Festuca rubra subsp. trichophylla) Ducros ex Gaudin

## Megjelenése
Évelő perje, melynek gyöktörzse hiányzik vagy nagyon rövid. Maga a fű 15-90 centiméter magasra nő meg. A sűrű virágzata 3-17 centiméter hosszú is lehet.

## Képek

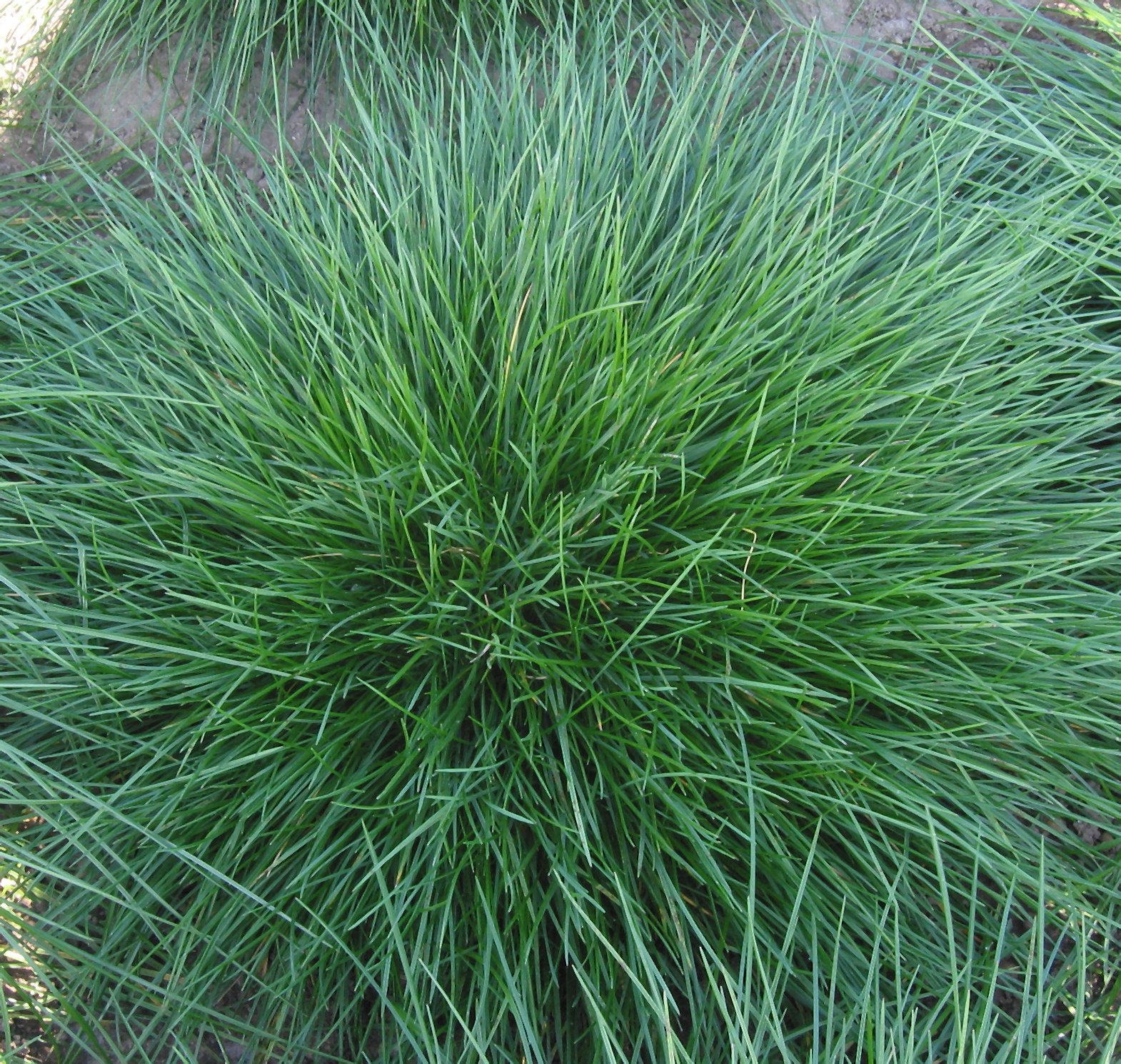
Friss hajtások
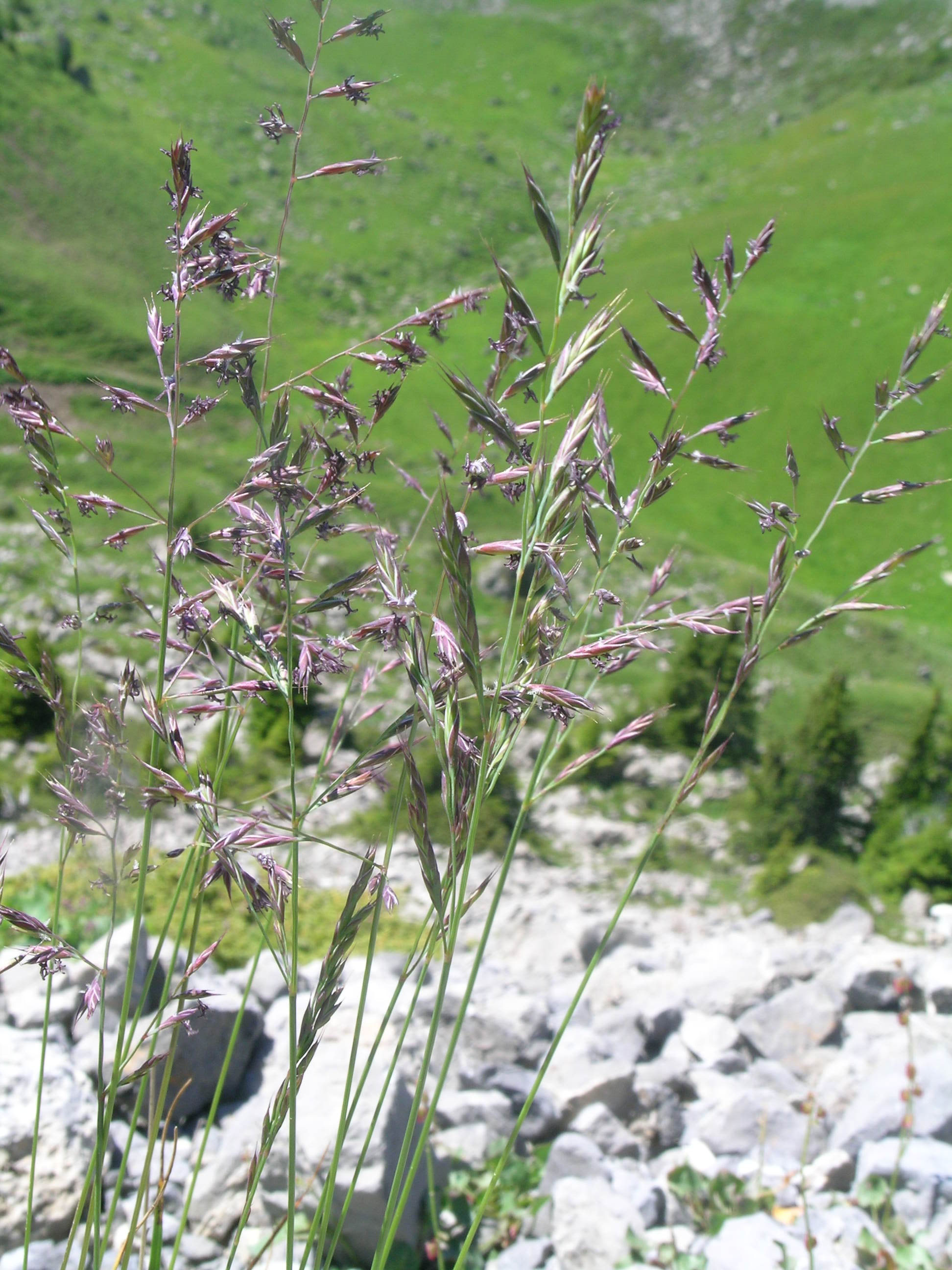
Virágzó veres csenkesz
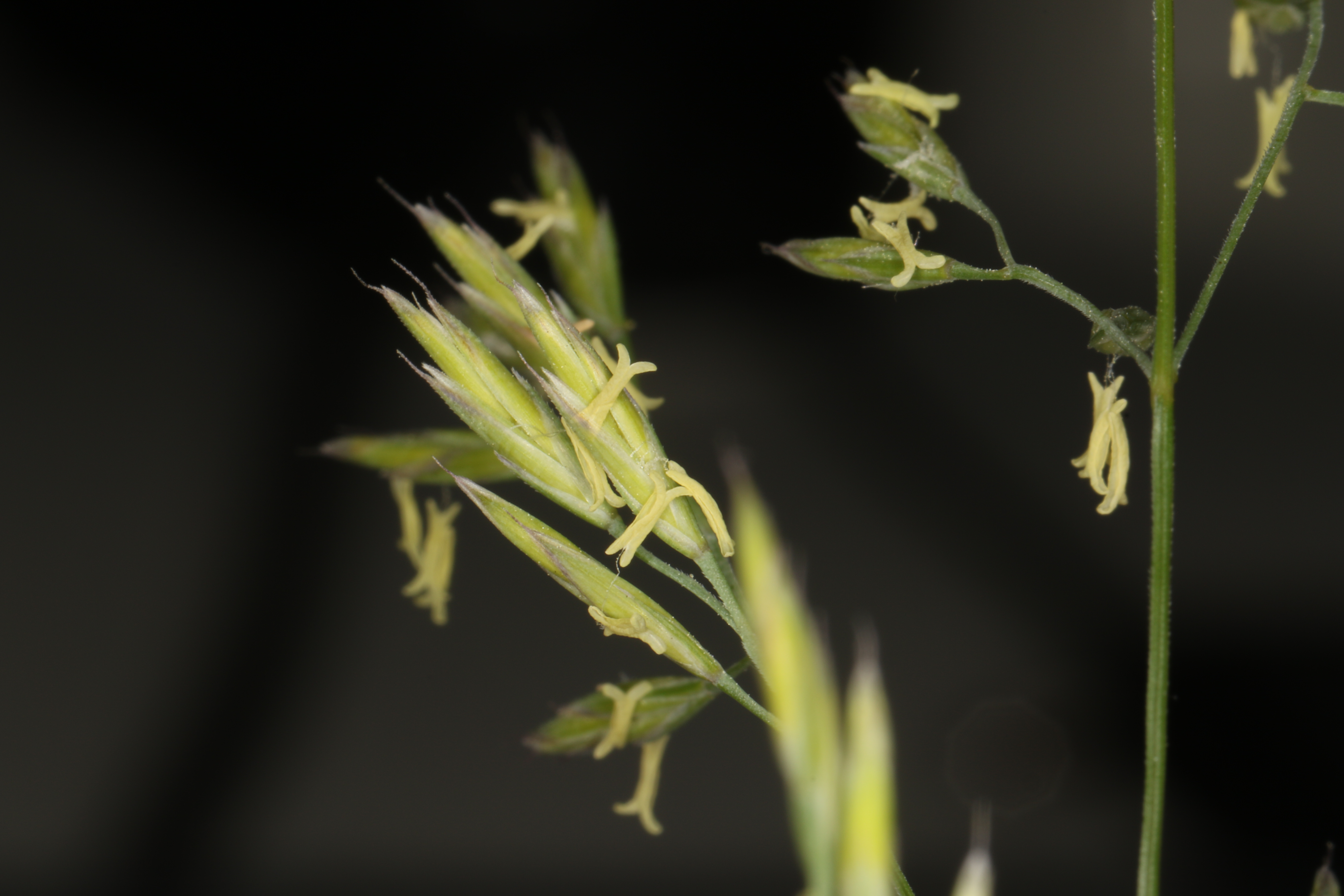
Virágai
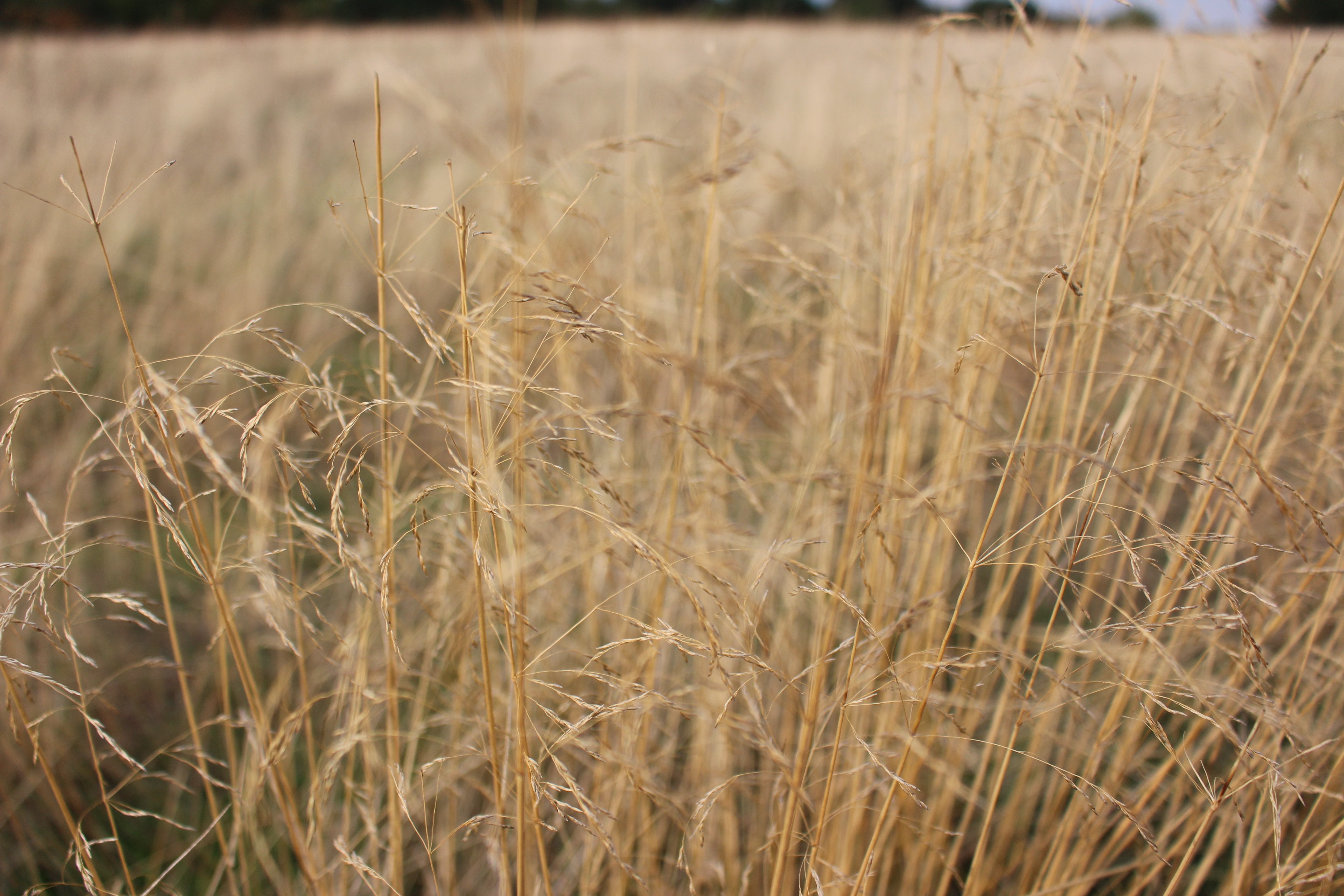
Száraz, termő példányok
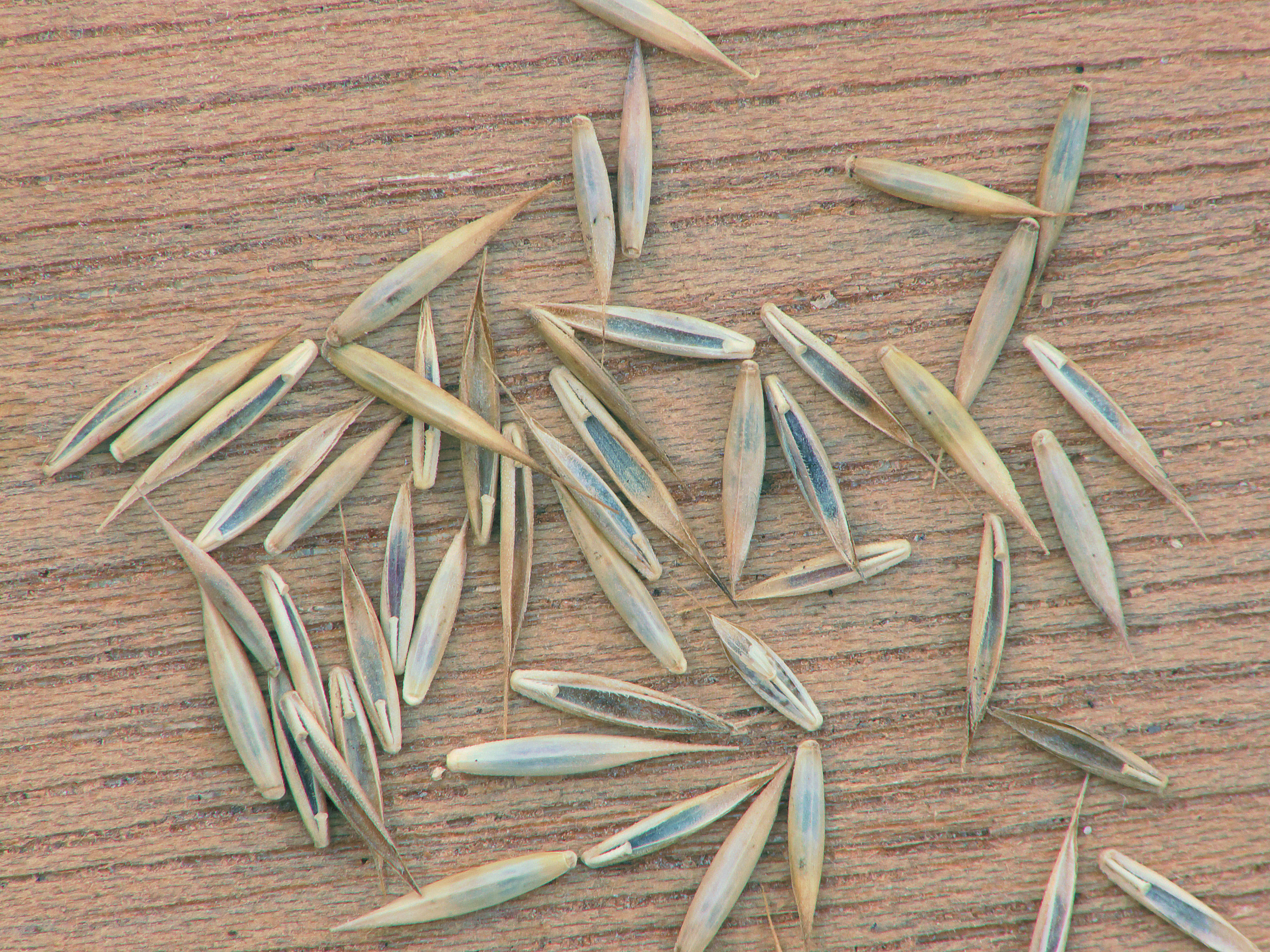
A magvai